# Spoorlijn 270 (Tsjechië)
Spoorlijn 270 (ook bekend onder de naam Železniční trať Česká Třebová – Přerov – Bohumín, wat Spoorlijn Česká Třebová – Přerov – Bohumín betekent) is een belangrijke spoorlijn in Tsjechië. De lijn verzorgt een groot deel van de verbinding van Praag met het oosten van het land. Lijn 270 loopt van de stad Česká Třebová, ongeveer 150 kilometer ten oosten van Praag, naar Bohumín, een stad in het oosten van de regio Moravië-Silezië. Samen met de spoorlijn 010 verbindt de lijn 4 hoofdsteden van regio’s; Praag, Pardubice, Olomouc en Ostrava.
Over het traject rijden verschillende stop- en sneltreinen, waaronder internationale treinen naar Slowakije van Praag naar Žilina en Košice en naar Polen naar Krakau, Katowice en Warschau. Over de lijn rijden naast de Tsjechische staatsmaatschappij České dráhy ook LEOExpress en RegioJet.
Het hele traject is geëlektrificeerd en dubbelsporig uitgevoerd. De lijn maakt onderdeel uit van de třetí železniční koridor, de derde spoorwegcorridor en een deel, Přerov-Bohumín ook van de druhý železniční koridor, de tweede spoorwegcorridor.

## Galerij

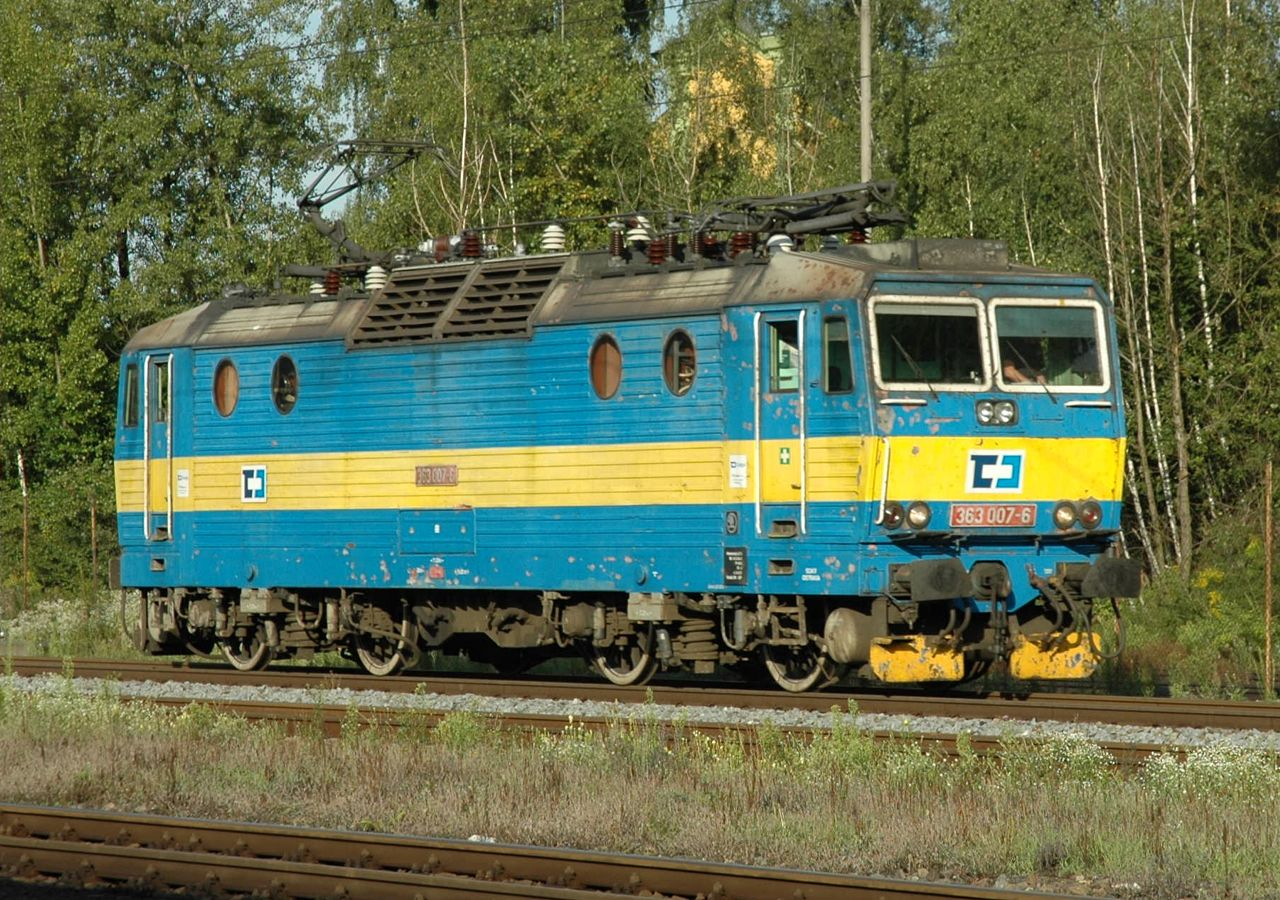
Locomotief van ČD Cargo nabij Ostrava hlavní nádraží
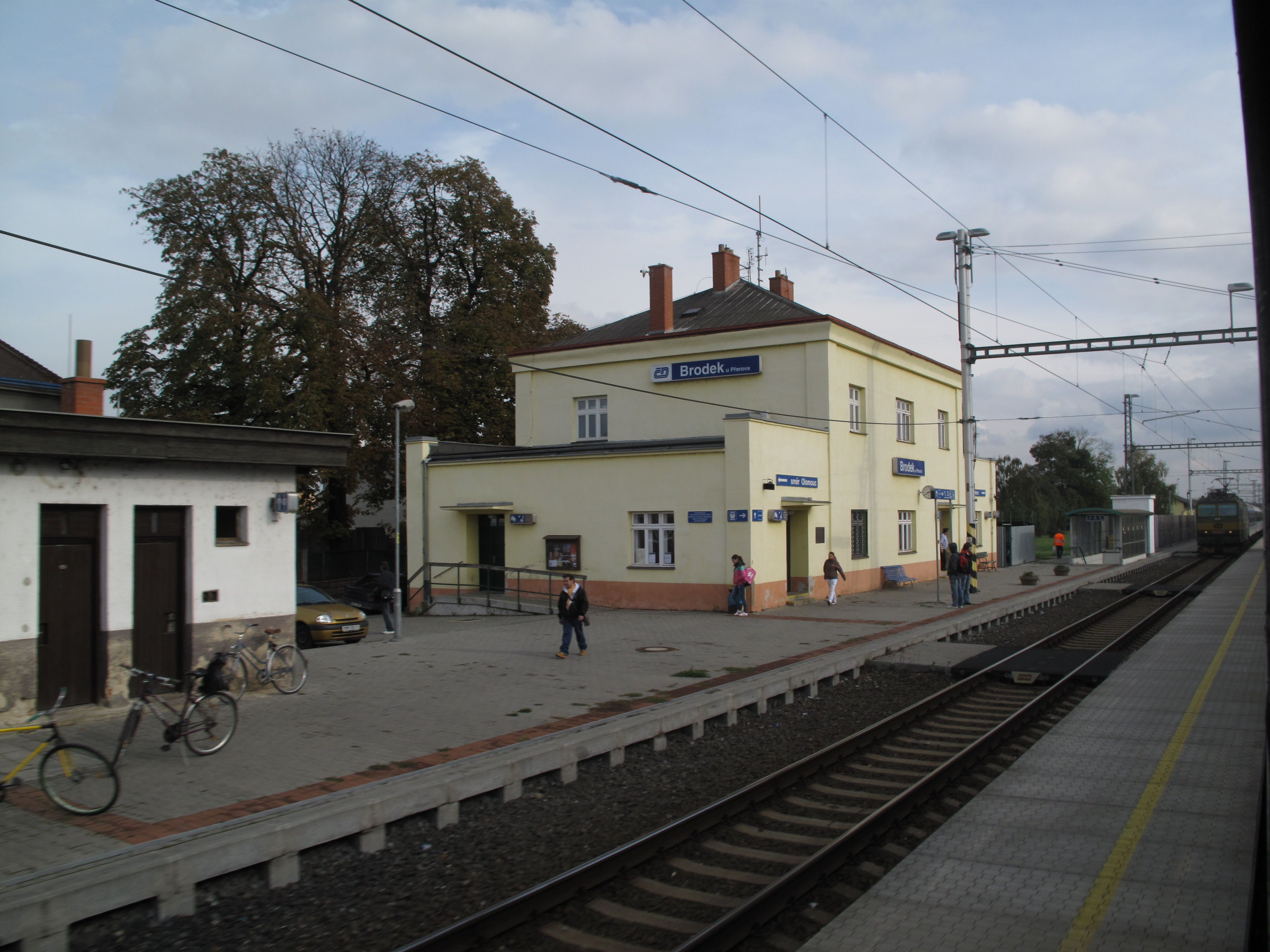
Spoorweghalte Brodek u Přerova
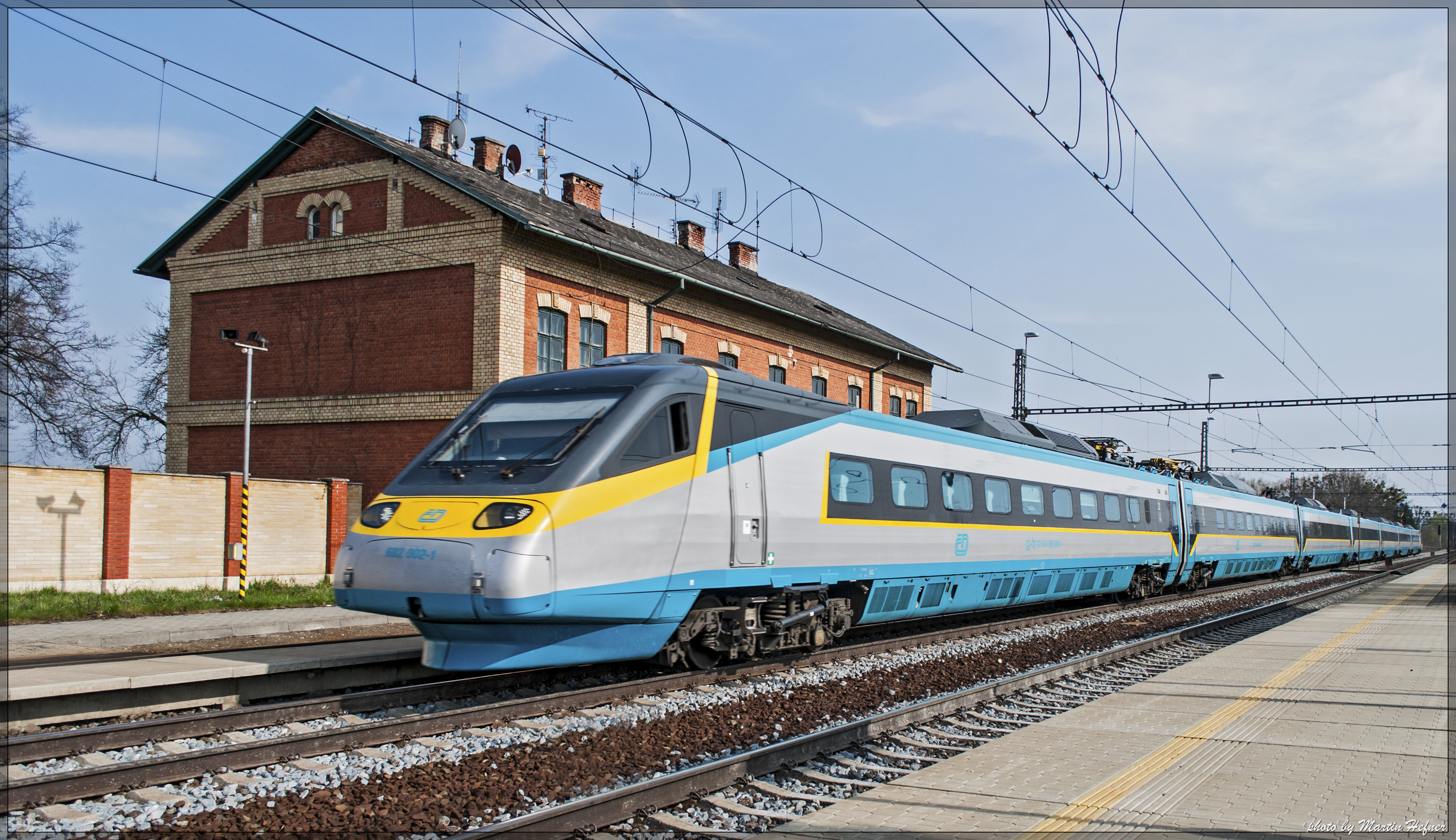
Een pendelino van ČD bij de spoorweghalte Grygov
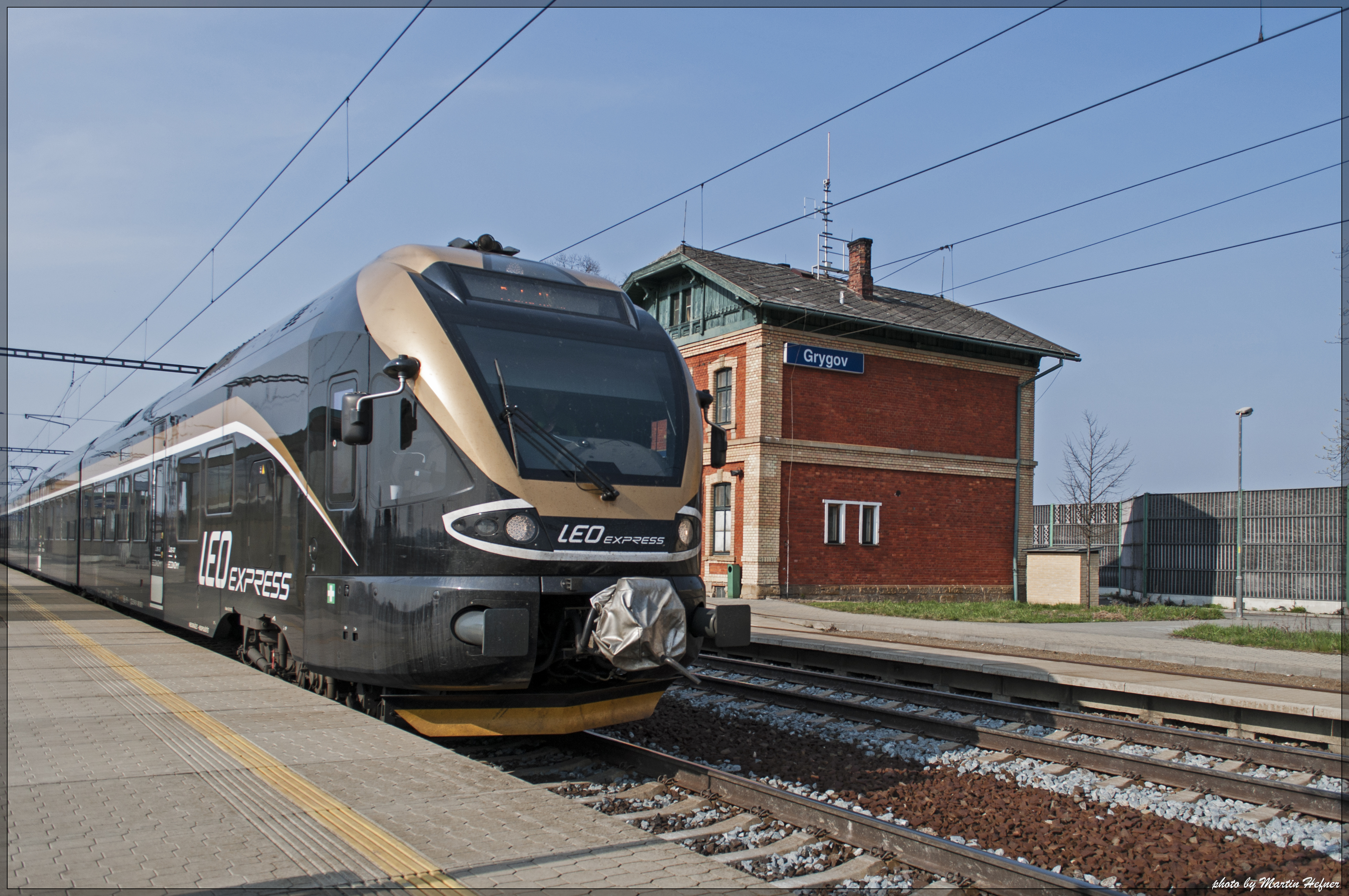
Een personentrein van LEO Express bij de spoorweghalte Grygov
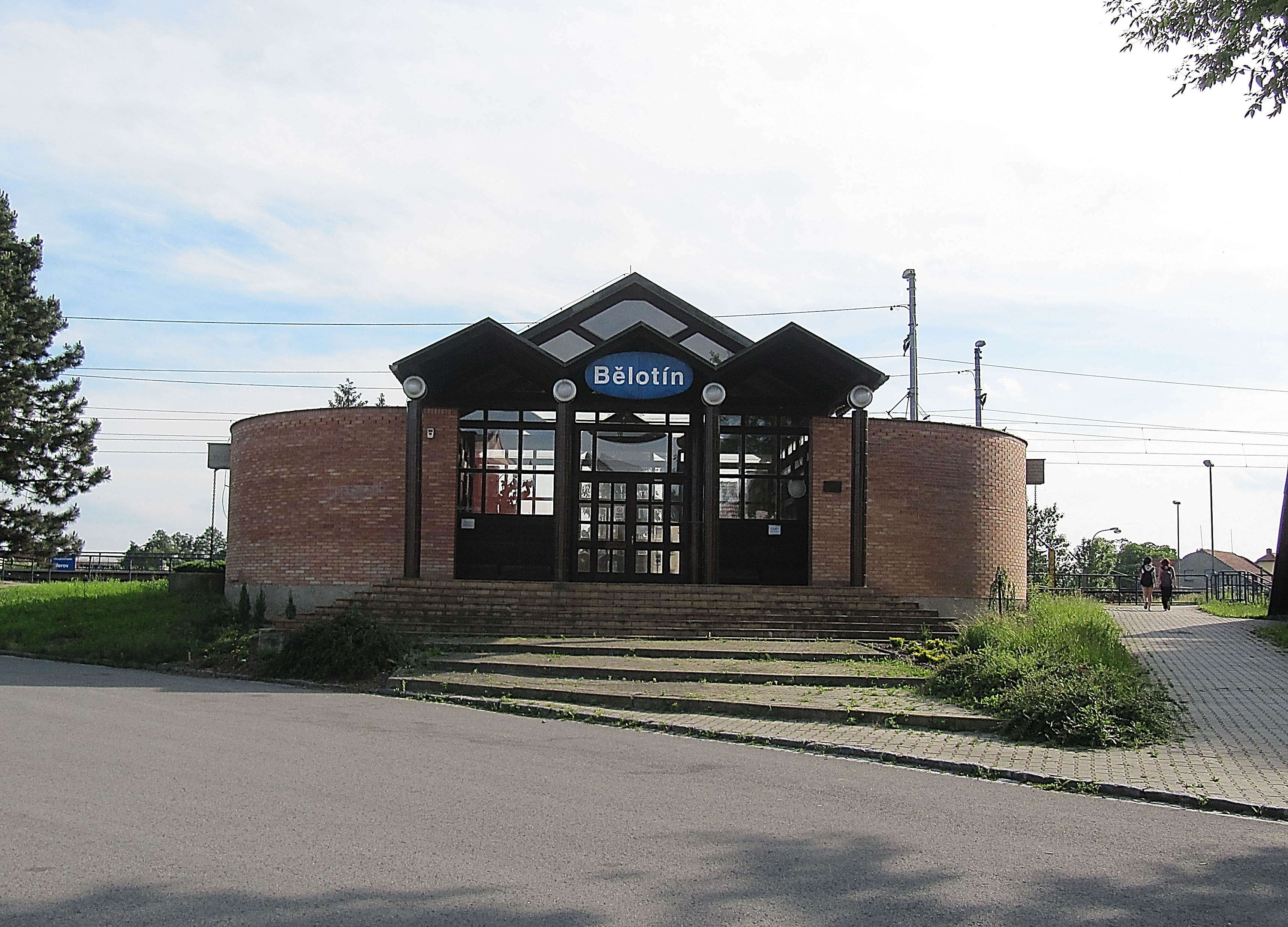
Het station Bělotín
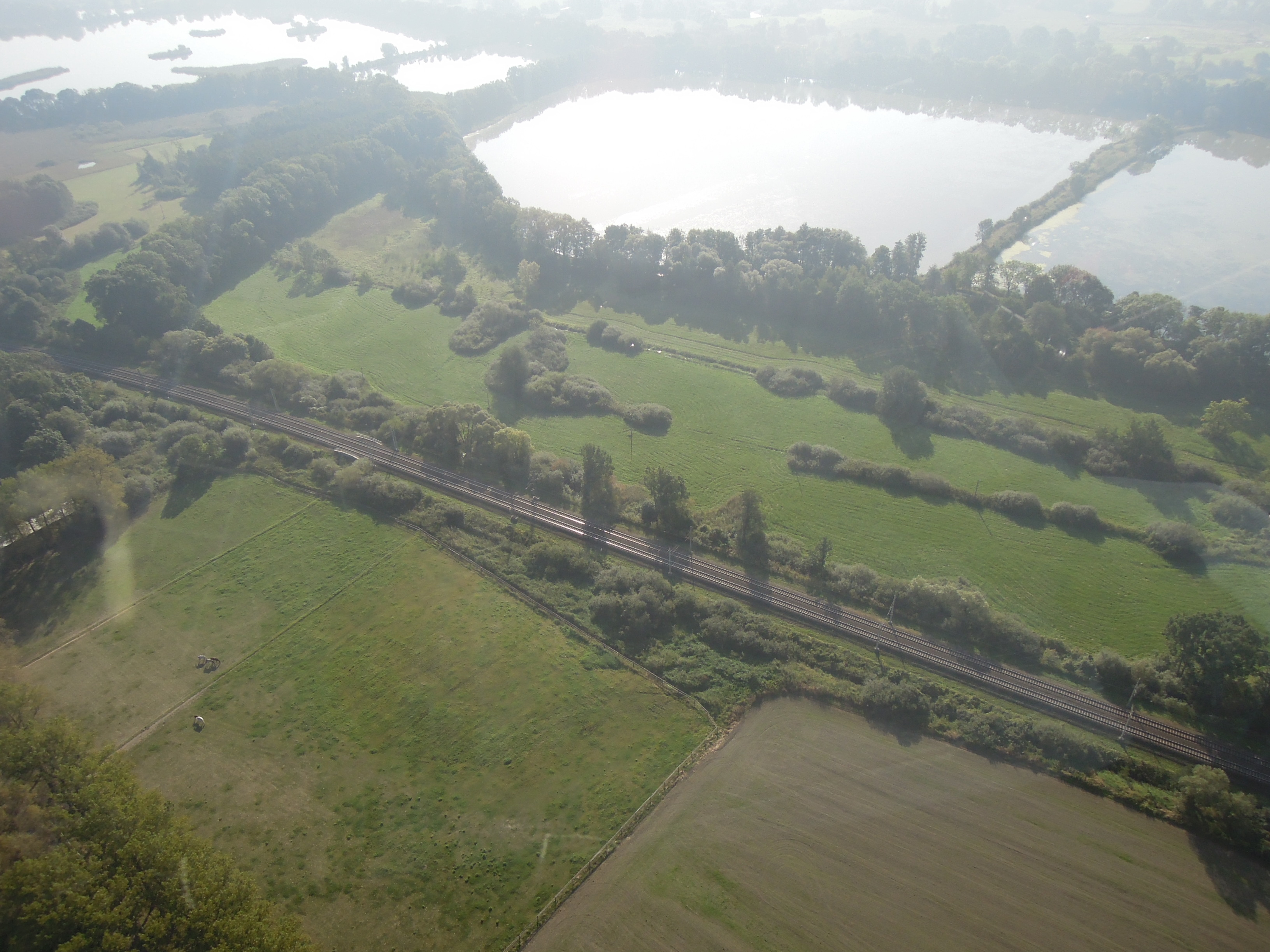
Spoorlijn 270 langs het Chráněná krajinná oblast Poodří